# Eucteniza zapatista
Espèce
Eucteniza zapatista est une espèce d'araignées mygalomorphes de la famille des Euctenizidae.

## Distribution
Cette espèce est endémique du Mexique. Elle se rencontre au Puebla et au Tlaxcala.

## Description
Le mâle décrit par Valdez-Mondragón et Cortez-Roldán en 2016 mesure 17,68 mm et la femelle 29,50 mm.

## Publication originale
- Bond & Godwin, 2013 : Taxonomic revision of the trapdoor spider genus Eucteniza Ausserer (Araneae, Mygalomorphae, Euctenizidae). ZooKeys, no 356, p. 31-67 (texte intégral).